# سرگئی ماتینیان
سرگئی هایکی ماتینیان (ارمنی: Սերգեյ Հայկի Մատինյան؛ زادهٔ ۸ ژانویهٔ ۱۹۳۱ - درگذشته ۸ سپتامبر ۲۰۱۷) یک فیزیک‌دان در زمینه فیزیک نظری اهل ارمنستان بود.

## زندگی‌نامه
در ۸ ژانویهٔ ۱۹۳۱ در تفلیس به دنیا آمد و از دانشگاه دولتی تفلیس (۱۹۵۴) فارغ‌التحصیل شد. وی عضو فرهنگستان ملی علوم ارمنستان بود. وی در  دانشگاه دولتی تفلیس به عنوان استاد (۱۹۵۹–۱۹۷۰)، مؤسسه فیزیک ایروان (تا ۱۹۹۲)، دانشگاه دولتی ایروان به عنوان استاد (۱۹۷۰–۱۹۹۲)، دانشگاه دوک به عنوان استاد و دانشگاه ایالتی کارولینای شمالی به عنوان استاد، فعالیت می‌کرد. وی همچنین برنده نشان پرچم سرخ کار شده است. وی در ۸ سپتامبر ۲۰۱۷ در سن ۸۶ سالگی در دورام درگذشت.

## یادداشت
1. ↑  ֆիզիկամաթեմատիկական գիտությունների դոկտոր
2. ↑  Տեսական և փորձարարական ֆիզիկայի ինստիտուտ